# VAMPS
VAMPS — японский дуэт, созданный HYDE (Такараи Хидэто) и K.A.Z (Иваикэ Кадзухито) в 2008 году. Стиль музыки варьируется от поп-рока до хард-рока и альтернативы. Релизы коллектива неоднократно входили в первую десятку чарта Oricon. В 2010 году получили на Billboard Japan Music Award награду «Billboard Japan rising international artist 2009». С 2013 года работают с лейблом Universal Music Group. В 2014 году выпустили второй англоязычный альбом. Группа выступила на британском фестивале Download в 2014 году. В 2015 поучаствовали ещё в трех американских фестивалях. В ноябре 2015 на MTV VMAJ получили награду в номинации «Best Rock Artist 2015».

## Участники
Основными участниками группы являются: Hyde (Такараи Хидэто) — вокалист и ритм-гитарист, автор слов, и K.A.Z (Иваике Кадзухито) — соло-гитарист, продюсер, аранжировщик.
Все прочие участники — сессионные музыканты, среди них: Джу кен (бас-гитара), Аримацу Хироси (ударные), Хитоси (Jin) Сайто (клавишные, перкуссия).

## История

### Создание группы
Впервые участники группы встретились в 2000 году на концерте L’Arc~en~Ciel. Спустя два года Хайд предложил Казу поработать вместе, однако получил отказ. В 2003 году вышел альбом Хайда «666», где Каз все же стал сопродюсером. В работе над следующим альбомом, «Faith», Каз выступил в роли соло-гитариста и стал автором музыки у половины песен. Этот период Хайд назвал началом VAMPS.
Название коллектива придумал Хайд. В своей книге «The Hyde» в главе, посвященной размышлениям об этой группе, он так охарактеризовал свой выбор:

Я подумал, что темная, эротическая атмосфера очень хорошо подойдет, поэтому назвал юнит VAMPS.
Оригинальный текст (яп.) ダークでセクシーな雰囲気がいいなと思って付けた名前が、VAMPS.
— Хайд. "The Hyde". Глава 22. VAMPS.

### Первый альбом
2 июля 2008 состоялся релиз первого сингла группы «Love Addict». Эта дата считается неофициальным днем рождения. Сингл занял второе место в чарте Oricon и стал фоновой музыкой в титрах передачи «Guru-guru Ninety Nine» на Nippon TV.
В августе группа отправилась в тур по Японии под названием «VAMPS live 2008», объехав Сендай, Саппоро, Фукуоку, Нагою, Осаку, Токио. В репертуаре на тот момент были композиции с двух альбомов Хайда «666», «Faith» и две песни с ранее выпущенного сингла. Тур длился с 1 августа по 28 октября. Всего было дано 46 концертов. 10 августа группа приняла участие в «Summer Sonic 2008». После тура группа отпраздновала Хэллоуин, назвав двухдневный концерт «Nightmare of halloween», далее он вошел в традицию.
13 марта 2009 вышел второй сингл «I Gotta Kick Start Now», каплингом на котором стал кавер на песню «Trouble» британской поп-группы shampoo. Кавер был использовал в качестве музыкальной темы в рекламе японской ювелирной компании Gerezza.
В мае начался новый тур «VAMPS live 2009» через Фукуоку, Сендай, Саппоро и Токио. Декорации зала на концертах были похожи на убранства средневекового замка.
13 мая был выпущен третий сингл «Evanescent», второй композицией на диске выступил кавер на песню Дэвида Боуи «Life on Mars?». Заглавная песня, «Evanescent», стала фоновой музыкой в титрах сериала «Доктор Хаус» в японском прокате.
10 июня вышел одноимённый альбом «VAMPS». После завершения выступления в клубах в рамках «VAMPS live 2009», группа отправилась в тур по США — «VAMPS live 2009 U.S.A.», отыграв 10 концертов на западном и восточном побережье. Успели дважды выступить на «Warped Tour».
30 сентября вышел четвёртый сингл «Sweet Dreams», который занял второе место в чарте Oricon.
В конце года группа отыграла «VAMPS live 2009 final party» на Гавайях.
В октябре, с 29 по 31, группа вновь устроила Хэллоуинскую вечеринку под названием «Hellween live 2009», где приняли участие Breakerz, Monoral, Вакэсима Канон и Киёхару.

### Второй альбом
2010 год начался с выхода DVD «Vamps Live 2009 U.S.A.» 17 марта.
12 мая вышел пятый сингл группы «Devil Side», сопровождавшийся скандальным видео на заглавную песню в двух версиях. Одновременно с ним появляется и третий DVD «Vamps Live 2009», со съемками остальной части тура 2009 года.
Меньше чем через месяц, 9 июня, свет увидел шестой сингл «Angel Trip». Съемки клипа на заглавную песню сингла проходили в Пхукете, Таиланд. Оно стало первым видео, снятым группой заграницей.
22 числа этого же месяца начался новый национальный тур VAMPS «Live 2010 Beast». 18 июля участвовали в японском фестивале Join Alive.
Почти в середине тура, 28 июля, с большим опозданием из-за проблем во время записи вышел второй студийный альбом VAMPS — «Beast». Сразу после релиза, 30 июля, группа устроила секретный концерт в центре Токио, в Роппонги Хиллс Арена, прийти на который мог каждый желающий совершенно бесплатно. Тур продолжился, и 21 августа VAMPS приняли участие в ежегодном японском фестивале Jack in the Box 2010 Summer.
В сентябре с выступления 6 числа в Тайбэе, Тайвань, начался мировой тур группы «VAMPS Live 2010 Beast World Tour», куда вошло 4 концерта в Америке (Лос-Анджелес, Сан-Франциско, Лас-Вегас, Нью-Йорк), 2 — в Европе (Барселона и Париж), 3 — в Азии (Тайвань, Китай), и в завершении — шоу в Сантьяго, Чили, 6 ноября. Во время пребывания группы в Париже было отснято два видеоклипа на песни «Piano Duet» и «Memories».
27, 30 и 31 октября группа провела очередную Хэллоуинскую вечеринку, которая, наконец, приобрела постоянное название «Halloween Party». В ней принимали участие Acid Black Cherry, Breakerz, Scandal и Smileage.
До конца года группа продолжила выступать. 15 декабря прошло последнее в 2010 году шоу под названием «Final Dinner Show» в Prince Hotel, на Хоккайдо. В этот же день состоялся релиз их седьмого сингла, «Memories».

### Перерыв
2011 год стал для группы годом перерыва. Если не считать выхода 14 февраля фотобука «VAMPS Live 2010 Beast Japan Tour» с фотографиями из японского тура 2010, а 13 июля выхода DVD «Vamps Live 2010 World Tour Chile» со съемкой концерта в Сантьяго, то деятельности группа практически не вела. Это связано с тем, что у второй группы Хайда, L’Arc~en~Ciel, в 2011 состоялся двадцатилетний юбилей, и певец был полностью занят. Однако в конце года, 21, 22 в Кобе и 29, 30 октября в Токио, все же прошла «Halloween Party 2011», где приняли участие Acid Black Cherry, Breakerz, sads, SID, Накагава Сёко и Watarirouka Hashiritai.

### Возвращение
В 2012 году деятельность группы началась с выхода DVD «VAMPS Live 2010 Beauty and the Beast Arena» 15 февраля.
В июне этого года группа устроила национальный тур по Японии «VAMPS Live 2012».
12 августа VAMPS поучаствовали в японском фестивале a-nation, что проходил в Токио Кокурицу.
В этом же году впервые появился летний фестиваль, который вначале носил название «VAMPS Live 2012 Beast on the Beach». Он длился 4 дня (15,16,18,19 августа) и проходил в Gamagori Laguna Beach.
В сентябре, когда тур был ещё в самом разгаре, VAMPS приняли участие в японском фестивале Kishidan 2012.
В преддверии Halloween Party, 17 октября, был выпущен сингл с одноименным названием, в записи заглавного трека которого приняли участие множество японских исполнителей, таких как Ясу, Даиго, KYO, Tommy heavenly6, Тацуро, Анна Цутия, Aoki Ryuuji, Канон Вакэсима, K.A.Z, Hitsugi, Aki, Suzuki Rina. Сам праздник, «Halloween Party 2012», прошел 20 и 21 в Кобе, 26, 27 и 28 в Токио, Макухари Мессе. В шоу приняли участие Acid Black Cherry, Breakerz, Tommy heavenly6, jealkb, Man with a Mission, а также впервые Halloween Junky Orchestra — специальный состав участников, собранный Хайдом именно для Halloween Party.
Группа выступала до конца года, завершая тур двумя днями в New Furano Prince Hotel на Хоккайдо с шоу «VAMPS Dinner Show 2012».

### Третий альбом
24 апреля 2013 года вышел шестой по счету DVD с «VAMPS Live 2012». Это первое видео, выпущенное под лейблом Delicious Deli Records/Universal Music, с которым в том году группа заключила контракт с целью выйти на мировой уровень. Также начали сотрудничать с Live Nation.
С 28 июня начался национальный тур VAMPS Live 2013, который прошел в пяти городах, включив в себя 23 выступления.
3 июля, всего на день позже пятилетнего дня рождения группы, состоялся релиз их восьмого сингла Ahead/Replay. Презентация сингла прошла на MTV Video Music Awards JAPAN 2013, а также была отмечена особым событием для фанатов под названием «Юката Дей». Ahead стала рекламной темой для Sony Xperia, a Replay — саундтреком к игре Dark Labirint, где также есть герои, прототипами которых выступили Хайд и Каз. Примерно в это же время началась продажа билетов на VAMPS Live 2013 Europa Tour и VAMPS Live 2013 USA.
10 и 11 августа на озере Яманаси в префектуре Яманако прошел двухдневный фестиваль, начало которому было положено в 2012 году, но теперь под названием VAMPS LIVE 2013 BEAST PARTY.
15 сентября VAMPS традиционно участвовали в фестивале Kishidan 2013.
25 сентября вышел третий альбом, Sex blood rock n'roll, который, по сути, стал тщательной переработкой выпущенных до этого песен. Были внесены мелкие коррективы в музыку, полностью переписаны тексты некоторых песен (переведены с японского на английский), а также была проведена серьезная работа над произношением Хайда. Выход альбома широко освещался в прессе, как японской, так и международной во время их пребывания с турами в Европе (Барселона, Париж, Берлин, Лондон) и Америке (Лос-Анджелес, Нью-Йорк). В Лондоне должно было пройти два шоу, однако, один концерт пришлось отменить из-за простуды Хайда, которую он успел подхватить в Берлине.
Между двумя турами по Европе и Америке VAMPS провели Halloween Party 2013 — 19, 20 октября в Кобе и 25,26 и 27 октября в Токио, Макухари Мессе. В этом году в шоу приняли участие такие известные японские артисты, как Daigo, Кисидан, Вакэсима Канон, MUCC, Nogizaka 46, Tommy heavenly6, GLAY, SID, Anis, kyo, Nightmare и Golden Bomber. А также был собран отдельный состав из Ясу, Shinya, Hiro, Leda и Ju-ken под названием Acid Black Halloween, заменивший в этом году Halloween Junky Orchestra.
29 ноября VAMPS участвовали в фестивале Hyper Wave Festival 2013, в Джакарте, Индонезия. 22 декабря были на фестивале Music for All, All for One.

### Четвёртый альбом
Деятельность группы началась 1 марта, VAMPS приняли участие в U-Express Live 2014.
24 марта в Zepp Divercity VAMPS устроили «London Pre-Live» в рамках тура «VAMPS Live 2014» только для участников vampaddict (официальный японский фан-клуб). Шоу фактически стало репетицией впечатляющего выступления, прошедшего 28 марта в Koko в Лондоне. DVD с записью лайва вышел в этом же году, 25 июня. Кроме того, во время пребывания в Великобритании группа сняла видео на уже записанную, но ещё не вышедшую «Vampire’s Love». Сюжет клипа был придуман Хайдом.
С марта по июнь группа продолжила писать новый альбом. А также по отдельности Хайд и Каз давали со своими вторыми группами лайвы.
6 июня состоялся ещё один «London Pre-Live» перед будущим выступлением на фестивале в Великобритании в рамках «VAMPS Live 2014», и в этот же день открылась фотовыставка «VAMPS 13» в Токио, где можно было увидеть кадры с прошедших в прошлом году туров, эксклюзивную фотосессию в Нью-Йорке, сценические костюмы, а также некоторое оборудование мемберов (включая гитары Хайда). Автором выставки стал фотограф Такаюки Окада, давно сотрудничающий с VAMPS.
14 июня VAMPS приняли участие в британском фестивале Download 2014.
12 июня участвовали в церемонии награждения Kerrang!, явившись туда на катафалке, подчеркивая название группы, и вручили статуэтку Fall Out Boy.
С середины июля до начала августа Каз вновь был занят с Oblivion Dust, у которых проходил национальный «Elements Tour» 2014.
20 августа вышел в свет девятый сингл VAMPS — «Get Away/The Jolly Roger». Съемки видео для клипов на обе композиции проходили в Гонконге.
В конце августа, в рамках все того же «VAMPS Live 2014» состоялось двухдневное шоу «VAMPS Live 2014 Beast Party», где приняли участие ken и Daigo.
14 сентября VAMPS вновь участвовали в Kishidan 2014.
Хайд ещё с весны мечтал побывать в Лондоне вновь, но, увы, обстоятельства сложились так, что вместо заграницы группа полностью была погружена в подготовку релиза десятого сингла, «Vampire’s Love», что вышел 8 октября и стал завершающей темой фильма Dracula Zero в японском прокате, нового альбома, «BloodSuckers», релиз которого состоялся 29 октября и национального тура «VAMPS Live 2014—2015», который начался с выступлений в Фукуоке, 1 ноября.
Несмотря на занятость, группа поучаствовала в японском фестивале Japan Night in TIMM. Традиционно в конце октября, 17, 18 и 19 в Токио, Макухари Мессе, а также 25 и 26 в Кобе прошла «Halloween Party 2014», где участвовали Daigo, Tommy heavenly6, May J., MUCC, Silent Siren, Golden Bomber, SID, Nogizaka46, Кисидан и многие другие.
Национальный тур «VAMPS Live 2014—2015» прошел в 5 городах, что в общей сложности составило 33 концерта.

### 2015
В январе 2015 года группа завершила национальный тур в клубах под названием VAMPS Live 2014—2015. С февраля начался арена-тур VAMPS под названием Live 2015 «Bloodsuckers».
18 и 19 февраля прошел Vampark Fest, где приняли участие Alexandros, Gerard Way, Nothing More, Buckcherry, sads и Sixx:A.M..
В начале апреля группа выступила на японском фестивале Japan Night, с некоторого времени выходящего за границы страны. 4 апреля он состоялся в Джакарте. Также в апреле VAMPS провели совместный тур с Sixx:A.M. и Apocalyptica по Америке. Помимо этого VAMPS были заявлены как участники американских фестивалей: Fort Rock Festival (2015.4.25), Welcome to Rockville (2015.4.26), где и приняли участие.
Май также был насыщен событиями. 1 мая состоялся заключительный лайв тура по Америке, где VAMPS были в роли хедлайнеров. На разогреве выступили такие команды как From Ashes to New и Like a Storm. 8 мая группа выступила на Asia World-Expo Hall10 в Гонконге. 15 мая группа выступила на американском фестивале Rock on the Range. 23 мая был проведен второй за год фестиваль Japan Night, на этот раз в Тайване. Здесь VAMPS выступили вместе с The BONEZ и The Gazette. 30 и 31 мая прошло закрытие тура «Bloodsuckers» в Сайтама Супер Арена в Токио.
Прошли выступления в Париже на Japan Expo Paris (04.07.2015), в Лондоне на третьем фестивале Japan Night(10-11.07.2015).
В августе месяце состоялся традиционный для поклонников VAMPS фестиваль Beast Party со специальными гостями ken из L'Arc~en~Ciel и Киехару из sads.
В середине сентября VAMPS участвовали в Kishidan Banpaku 2015. Начиная с конца месяца группа провела небольшой тур по Южной и Северной Америке, в который вошло 8 лайвов (Бразилия, Аргентина, Чили, Мексика и США).
В октябре прошло традиционное мероприятие Halloween Party, где в этом году приняли участие такие известные японские артисты, как Breakerz, My First Story, Gackt, Dir en grey, Nightmare, Momoiro Clover Z, Kishidan, D'ERLANGER, Mucc, а также новый детский проект, спродюсированный Хайдом, HALLOWEEN DOLLS.
В начале ноября у группы стартовал национальный тур, особенностью которого стали ежедневные выступления со специальными гостями. В этом месяце ими стали MY FIRST STORY, MONORAL, ASH DA HERO и HIM. Первая часть тура прошла в Зепп Токио.
21 ноября команда участвовала в OZZFEST JAPAN 2015. В завершении месяца состоялся тур по Великобритании в компании Apocalyptica, которые выступили в качестве хедлайнеров. Также 20 ноября вышел совместный цифровой сингл VAMPS и Apocalyptica, «Sin in Justice».
В конце года VAMPS отыграли ещё 6 выступлений в клубе NAMBA HATCH с такими исполнителями как ASH DA HERO, Derailers, KNOCK OUT MONKEY и Nothing More в рамках тура «Joint 666».

### 2016
2016 год для группы начался продолжением тура «Joint 666». VAMPS выступили на сцене нагойского Zepp с такими исполнителями как Nothing’s Carved in Stone, ROTTENGRAFFTY и Apocalyptica. 19 января состоялась запись акустического лайва для MTV Unplugged, где с группой вместе выступила японская певица Chara, спевшая дуэтом с Хайдом собственную композицию «Milk», а также финские ребята Apocalyptica, создавшие сопровождение некоторых песен VAMPS. Запись вышла в эфир 19 марта. В завершение тура «Joint 666» группа отыграла ещё шесть выступлений в Zepp Fukuoka и Zepp Sapporo.
6 и 7 мая состоялись две прощальные вечеринки с клубом в Zepp Fukuoka под названием «ZEPP FUKUOKA THE FINAL PARTY». Помимо VAMPS в выступлениях приняли участие ASH DA HERO и Oblivion Dust, а также секретный гость — DJ Chupakabra, которым был Джу кен, временами выступающий в роли dj на вечеринках друзей у Rudie.
29 июня вышел DVD «MTV Unplugged: VAMPS», куда вошли дополнительные куски выступления, которые не были показаны в эфире в марте.
C июля начался национальный тур VAMPS Live 2016. Команда дала по шесть выступлений в Zepp Nagoya и осакском Namba Hatch.
28 июля VAMPS вместе с JuJu, EXILE THE SECOND, Ikimonogakari выступили в Yoyogi Taiikukan в рамках «Sukkiri! 10th Anniversary Super Live». 29 июля состоялся релиз цифрового сингла «INSIDE OF ME», песни написанной совместно с Chris Motionless из Motionless In White.
13 и 14 августа состоялся фестиваль Beast Party 2016. На этот раз мероприятие проходило в Маишиме, префектуре Осака. Приглашенными гостями стали Кен из L`Arc~en~Ciel и ASH DA HERO. 31 августа в свет вышел сингл «INSIDE OF ME», где в качестве каплинга выступила песня «Rise or Die», записанная совместно с Рихардом Круспе, известным своей работой в Rammstein и Emigrate.
С началом сентября тур продолжился двумя выступлениями в Zepp Sapporo, и шестью — в Zepp Tokyo с приглашенными гостями — Apocalyptica и In This Moment. Выступления в этом туре были разнообразными каждый день. Устраивались, как в самом первом туре, дни, куда могли прийти только учащиеся университетов, акустические выступления, наподобие того лайва на MTV Unplugged, дни кимоно и дни Beauty&The Beast, где публику разделяли по половому признаку, и мужчины были на танцполе, а девушки — на балконе. 18 сентября VAMPS участвовали в ежегодном мероприятии комедийной японской группы Kishidan — Kishidan banpaku 2016. А также 20 сентября был дополнительный акустический день в Maihama Amphitheater.
В конце октября, как всегда, состоялось большое празднование под названием HALLOWEEN PARTY 2016. В этот раз участие в нём приняли: Team Syachihoko, BREAKERZ, MONGOL800, DAIGO, AOA, OLDCODEX, Golden Bomber, Denpagumi.inc, Tommy, Kishidan, RADIO FISH, Silent Siren, Momoiro Clover Z, Wagakki Band, Aki из Sid. В состав HALLOWEEN JUNKY ORCHESTRA вошли: Aki из Sid, сами VAMPS, Jun-ji из SIAM SHADE/BULL ZEICHEN 88, Tatsuro из MUCC, BREAKERZ, ROLLY, Kanon Wakeshima, Kiyotake Yutaka из Golden Bomber, Shinya из DIR EN GREY, Denpagumi.inc, DAIGO, YUKI из Rayflower/DUSTAR-3, Aoki Ryuji, Silent Siren, Hitsugi из Nightmare. Ведущим, по традиции, был известный японский радио ведущий Yamada Hisashi. Концерты прошли 22 и 23 в Kobe World Memorial Hall, 28-30 в Makuhari Messe International.
В конце года у группы состоялся американский тур, куда также вошли выступления в канадском Торонто и мексиканском Мехико. В Канаде группа побывала впервые. Всего было дано шесть выступлений. Музыканты играли в таких городах как Чикаго,
Нью-Йорк, Сан-Франциско, Лос-Анджелес.
14 декабря впервые с момента основания группы вышло коллекционное издание со всеми клипами команды под названием «HISTORY-The Complete Video Collection2008-2014».

### 2017
2017 год VAMPS открыли ежегодной встречей с фанатами, обычно проходящей в Наеба, на горнолыжном курорте. Гостем в этом году был Kyan Yutaka. Ведущим встречи стал Yamada Hisashi, известный японский радио ведущий и давний друг группы. Встреча проходила два дня, 4 и 5 марта.
22 марта группа выпустила очередной сингл под названием «Calling». Запись его, как и предыдущего, проходила в Лос-Анджелесе под руководством продюсера Кейна Чурко. Каплингом этого сингла стал кавер на известнейшую песню Depeche Mode — «Enjoy the Silence». Также на нём можно найти три трека, записанных на акустическом лайве в Maihama Amphitheater 20 сентября 2016 года. Сингл стал доступен для покупки на iTunes по всему миру.
В апреле началась оживленная деятельность группы. 14 числа VAMPS поучаствовали в одном из специальных лайвов Breakerz, посвященных десятилетию группы. Всего выступлений такого рода было десять (то есть десять гостей), каждое проходило как соревнование.
15 и 16 числа VAMPS выступили на фестивале «The Great Rock’n’roll Sekigahara 2017», где представляли не только сами себя, но и свой фестиваль — «Vampark fest». Само мероприятие было приурочено к двадцатилетию группы Kishidan, на фестивале которой VAMPS выступают каждый год в сентябре. 19 и 20 числа было дано два специальных концерта в клубе «Citta», на которые могли попасть только участники фан-клуба.
26 апреля вышел пятый студийный альбом группы под названием «Underworld». Всего на нём представлено 10 треков, в записи которых участвовали такие исполнители, как Kamikaze boy из Man with a Mission, Chris Motionless, Richard Z.Kruspe, Apocalyptica. В написании лирики поучаствовал и сам продюсер, Кейн Чурко. Альбом получил множество лестных отзывов, в том числе и зарубежных. Альбом также можно приобрести на iTunes по всему миру, что было сделано впервые.
В мае группа отправилась с туром в Америку. На этот раз выступления были двух типов: в рамках тура «VAMPS live 2017 U.S.», где группа выступала хедлайнером, и совместно с группой I Prevail в рамках тура «I Prevail Lifelines tour», где группа выступала на разогреве. Всего было дано 17 лайвов. Путешествие началось с Бирмингема, а закончилось в парке Оук-Каньон, где группа выступила 27 числа на фестивале «Blackest of the Black».
С конца июня и до конца июля пройдет традиционный для группы национальный тур, «VAMPS live 2017 Underworld.» Намечены лайвы в таких городах как Токио, Нагоя, Кумамото, Фукуока, Осака. Всего порядка 18 выступлений. 1 июля VAMPS выступят на фестивале «Live Monster Live 2017», который пройдет в Макухари Мессе.
Август станет месяцем фестивалей. VAMPS его откроют своей традиционной летней «Beast Party», которая в этом году пройдет на Окинаве. Намечено два дня выступления — пятое и шестое августа. Далее VAMPS заявлены как участники фестиваля «Rock in Japan Festival 2017», где появятся 11 августа, а также 27 числа на фестивале «a-nation 2017».
В сентябре национальный тур продолжился выступлениями в Саппоро и Сендае. Запланировано ещё 4 лайва.
1 декабря группа сделала официальное заявление о временном приостановлении деятельности.

## Дискография

### Синглы
| Название сингла                                           | Дата выхода | Позиция в чарте |
| --------------------------------------------------------- | ----------- | --------------- |
| LOVE ADDICT                                               | 02.07.2008  | 2               |
| I GOTTA KICK START NOW                                    | 13.03.2009  | 6               |
| EVANESCENT                                                | 13.05.2009  | 4               |
| SWEET DREAMS                                              | 30.09.2009  | 2               |
| DEVIL SIDE                                                | 12.05.2010  | 2               |
| ANGEL TRIP                                                | 09.06.2010  | 4               |
| MEMORIES                                                  | 15.12.2010  | 4               |
| AHEAD/REPLAY                                              | 03.07.2013  | 3               |
| WORLD’S END                                               | 10.03.2014  | digital         |
| GET AWAY/THE JOLLY ROGER                                  | 20.08.2014  | 3               |
| VAMPIRE’S LOVE                                            | 08.10.2014  | 3               |
| SIN IN JUSTICE (VAMPS x Apocalyptica)                     | 20.11.2015  | digital         |
| INSIDE OF ME (VAMPS x Chris Motionless)                   | 29.07.2016  | digital         |
| INSIDE OF ME (VAMPS x Chris Morionless, Richard Z.Kruspe) | 31.08.2016  | 7               |
| CALLING                                                   | 22.03.2017  | 8               |

### Альбомы
| Альбом                | Дата выпуска | Позиция в чарте | Клип                    |
| --------------------- | ------------ | --------------- | ----------------------- |
| Vamps                 | 13.06.2009   | 3               | Love Addict             |
| Vamps                 | 13.06.2009   | 3               | I Gotta Kick Start Now  |
| Vamps                 | 13.06.2009   | 3               | Evanescent              |
| Vamps                 | 13.06.2009   | 3               | Trouble                 |
| Vamps                 | 13.06.2009   | 3               | Sweet Dreams            |
| Vamps                 | 13.06.2009   | 3               | Sweet Dreams (acoustic) |
| Beast                 | 28.07.2010   | 3               | Devil Side              |
| Beast                 | 28.07.2010   | 3               | Angel Trip              |
| Beast                 | 28.07.2010   | 3               | Memories                |
| Beast                 | 28.07.2010   | 3               | Piano Duet              |
| Beast                 | 28.07.2010   | 3               | My First Last           |
| Beast                 | 28.07.2010   | 3               | Revolution              |
| Sex Blood Rock n’Roll | 25.09.2013   | 2               |                         |
| Bloodsuckers          | 29.10.2014   | 5               | Ahead                   |
| Bloodsuckers          | 29.10.2014   | 5               | Replay                  |
| Bloodsuckers          | 29.10.2014   | 5               | Get Away                |
| Bloodsuckers          | 29.10.2014   | 5               | The Jolly Roger         |
| Bloodsuckers          | 29.10.2014   | 5               | Vampire’s Love          |
| Underworld            | 26.04.2017   | 2               | Inside of Me            |
| Underworld            | 26.04.2017   | 2               | Calling                 |

### DVD и Blu-ray
| Название                                               | Формат                          | Дата релиза | Позиция в чарте |
| ------------------------------------------------------ | ------------------------------- | ----------- | --------------- |
| Vamps Live 2008                                        | DVD                             | 04.02.2009  | 2               |
| Vamps Live 2009 U.S.A.                                 | DVD                             | 17.03.2010  | 4               |
| Vamps Live 2009                                        | DVD                             | 12.05.2010  | 2               |
| Vamps Live 2010 World Tour Chile                       | DVD                             | 13.07.2011  | 2               |
| VAMPS Live 2010 Beauty and the Beast Arena             | DVD                             | 15.02.2012  | 4               |
| VAMPS Live 2012                                        | DVD, Blu-ray                    | 24.04.2013  | 7               |
| VAMPS Live 2014: London                                | DVD, Blu-ray                    | 25.06.2014  | 8               |
| VAMPS LIVE 2014—2015                                   | DVD, Blu-ray                    | 25.06.2015  | 7               |
| VAMPS LIVE 2015 BLOODSUCKERS                           | DVD, Blu-ray                    | 09.12.2015  | 2               |
| MTV Unplugged: VAMPS                                   | DVD, DVD+SHM CD, Blu-ray+SHM CD | 29.06.2016  | 6               |
| Vamps History: The Complete Video Collection 2008—2014 | DVD                             | 14.12.2016  | 16              |
| VAMPS LIVE 2017 UNDERWORLD                             | DVD                             | 06.12.2016  | 13              |

## Награды и премии
| Год  | Премия                       | Номинация                                          |
| ---- | ---------------------------- | -------------------------------------------------- |
| 2010 | Billboard Japan Music Awards | «Billboard Japan rising international artist 2009» |
| 2015 | MTV VMAJ                     | «Best Rock Artist 2015»                            |